# Montigny (Sarthe)
Pour les articles homonymes, voir Montigny.
Montigny est une ancienne commune française, située dans le département de la Sarthe en région Pays de la Loire, peuplée de 22 habitants.
Elle a fusionné le 1er janvier 2015 avec cinq autres communes, sous le régime juridique des communes nouvelles instauré par la loi no 2010-1563 du 16 décembre 2010 de réforme des collectivités territoriales pour créer la commune nouvelle de Villeneuve-en-Perseigne, dont elle est devenue une commune déléguée.
La commune fait partie de la province historique du Maine.

## Géographie
|        | Semallé (Orne)       |        |
|        | Montigny             |        |
| Chenay | Lignières-la-Carelle | Chassé |

## Toponymie
Montigny, Albert Dauzat et à sa suite Ernest Nègre assignent une même origine à tous les Montigny, qui viendraient d'une même forme dont l'étymon est généralement donné sous la forme latinisée *Montaniacum, c'est un type toponymique répandu dont la signification exacte ne fait pas l'unanimité.
Le gentilé est Ignymontais.

## Politique et administration
| Période                                  | Période       | Identité       | Étiquette | Qualité |
| ---------------------------------------- | ------------- | -------------- | --------- | ------- |
| 1995                                     | décembre 2014 | Antoine Favier | SE        |         |
| Les données manquantes sont à compléter. |               |                |           |         |

## Démographie
En 2021, la commune comptait 22 habitants. Depuis 2004, les enquêtes de recensement dans les communes de moins de 10 000 habitants ont lieu tous les cinq ans (en 2007, 2012, 2017, etc. pour Montigny) et les chiffres de population municipale légale des autres années sont des estimations.
| 1793 | 1800 | 1806 | 1821 | 1831 | 1836 | 1841 | 1846 | 1851 |
| ---- | ---- | ---- | ---- | ---- | ---- | ---- | ---- | ---- |
| 124  | 113  | 106  | 129  | 135  | 133  | 125  | 120  | 112  |

| 1856 | 1861 | 1866 | 1872 | 1876 | 1881 | 1886 | 1891 | 1896 |
| ---- | ---- | ---- | ---- | ---- | ---- | ---- | ---- | ---- |
| 117  | 120  | 123  | 103  | 98   | 93   | 92   | 74   | 68   |

| 1901 | 1906 | 1911 | 1921 | 1926 | 1931 | 1936 | 1946 | 1954 |
| ---- | ---- | ---- | ---- | ---- | ---- | ---- | ---- | ---- |
| 78   | 83   | 87   | 72   | 70   | 64   | 71   | 56   | 66   |

| 1962 | 1968 | 1975 | 1982 | 1990 | 1999 | 2007 | 2012 | 2017 |
| ---- | ---- | ---- | ---- | ---- | ---- | ---- | ---- | ---- |
| 52   | 57   | 47   | 45   | 47   | 51   | 44   | 36   | 27   |

| 2019 | - | - | - | - | - | - | - | - |
| ---- | - | - | - | - | - | - | - | - |
| 27   | - | - | - | - | - | - | - | - |

## Culture locale et patrimoine

### Lieux et monuments
- Ferme les Riaux du XVIIe siècle.
- Château de 1750.
- Ancienne église du XIIIe siècle.